# Koivusaari (ö i Finland, Norra Karelen, Joensuu, lat 62,57, long 29,24)
Koivusaari är en ö i Finland.   Den ligger i kommunen Libelits i den ekonomiska regionen  Joensuu ekonomiska region  och landskapet Norra Karelen, i den sydöstra delen av landet, 300 km nordost om huvudstaden Helsingfors.